# Think About You
Think About You is een single van de Noorse DJ Kygo in samenwerking met de Amerikaanse zangeres Valerie Broussard. De single kwam uit op 14 februari 2019. De single kon de hitlijsten halen in enkele landen. 